# 鎮
鎮（ちん、簡体字：镇、拼音: zhèn）は、中華人民共和国や中華民国やベトナムの郷級行政区である。中国語では町のことを指す普通名詞でもあるため「行政建制鎮」あるいは「建制鎮」とも呼ばれる。この鎮とは都市よりも人口の少ない人口集中区域で、給水、電力供給、下水などの公共インフラや教育、飲食、娯楽、市場などがまとまって集中し、周辺の地域に経済作用をもたらす地域をいい、住民の多くは農業以外に従事する。鎮の定義は中華人民共和国と中華民国で異なっている。英語ではtownあるいはsmall cityと訳される。

## 歴史
「鎮」とは、本来軍事的経済的要地に派遣された軍団のことを指し、その長を鎮将（ちんしょう）と呼んだ。古く遡れば南北朝時代には辺境部を中心に存在していたが、国内が群雄割拠状態に陥った晩唐から五代十国にかけて中国国内の至る所に鎮が設置されるようになった。
鎮の置かれた土地には戦乱を避けた人々が移り住み、やがて鎮市（ちんし）と呼ばれる市場を形成するようになり、中には小規模な都市を形成するものもあった。宋代以降、都市化した鎮は各県の支配下に編入されるようになった。
清朝において県（hiyan）の下の行政区画中、城（hoton, hecen）と鎮（jen）が伝統的な政治・経済の中心であり、周辺の郷村（gašan）の商業が集中していた。1909年1月、清政府は『城鎮郷地方自治章程』を頒布し、人口50,000以上の村落に鎮を建て、自治組織を設けた。これが鎮を規定した最初の法規だった。
また、ベトナムにおいては、陳朝（1225年～1400年）から阮朝の明命十二年（1831年）まで、広域行政区画として鎮 (ベトナム)が存在した。

## 中華人民共和国の鎮
1949年の中華人民共和国成立以後、鎮の設置には統一された規定がなく、鎮の誕生に制限はなかった。1954年末の時点で全国に5400個の鎮があり、うち人口2000以下が920個、人口2000～5000が2302個、人口5000～10000が1373、人口10000～50000が784個、人口50000以上が21個だった。1955年6月に国務院が《関於設置市、鎮建制的決定》を発布し、鎮を設ける基準を明確にした。1975年と1978年の憲法で郷を設けることを廃止したが、鎮を設けることは保留した。1978年末には、全国に2173個の鎮しかなくなった。人民公社制の廃止後、鎮の建設は重視されるようになった。
1984年11月29日に国務院は新たに鎮を設置する基準を定めた。
1. すべての県級の地方国家機関の所在地
2. 総人口2万以下の郷で郷政府の所在地が非農業人口二千を超えるもの
3. 総人口2万以上の郷で郷政府の所在地の非農業人口が人口の10%以上を占めるもの
4. 少数民族の居住地、人口のまばらな辺境地域、山岳地域と小型工業地区、小さな港、景勝観光地、国境の口港地区などで非農業人口が2千足らずでも必要に応じて

### 年ごとの鎮の数
| 年度   | 鎮     |
| ------ | ------ |
| 1961年 | 4,429  |
| 1978年 | 2,173  |
| 1986年 | 10,717 |
| 1988年 | 11,481 |
| 1990年 | 12,084 |
| 1991年 | 12,455 |
| 1992年 | 14,539 |
| 1993年 | 15,806 |
| 1994年 | 16,702 |
| 1995年 | 17,532 |
| 1996年 | 18,171 |
| 2000年 | 20,312 |
| 2001年 | 20,358 |
| 2002年 | 20,600 |
| 2003年 | 20,226 |
| 2004年 | 19,892 |

## 中華民国（台湾）の鎮
中華民国において鎮は県轄市と郷と共に最下層の行政区画である。1999年1月25日の地方制度法の公布後、その第三条の規定により県（一級行政区である省の下）の下に位置づけられている。

直轄市市轄区
直轄市山地原住民区
市市轄区
県轄市
鎮
郷
山地郷

中華民国の地方制度法には鎮を設けるはっきりとした基準はなく、一般的に1999年の古い基準を全て踏襲するが、合併による設置については違いがある。鎮は通常郷より繁栄しているが、早くに成立した鎮は産業の没落で郷よりも少なくなっている場合がある、例えば台北県瑞芳鎮（現在の新北市瑞芳区）は鉱業で栄えていたが、採掘の終了した現在、人口が流出し、当初人口の少なかった郷（土城、中和など）の方が市（県轄市）へ昇格している（なお、2010年に台北県が新北市として直轄市に昇格した際、台北県の県轄市・鎮・郷はいずれも市轄区となっている）。
一方、高雄県林園郷は鎮への変更を要求したが、実現していないまま高雄県と高雄市の合併に伴い、市轄区（林園区）となった。

## ベトナムの市鎮
ベトナムでは、第三級行政区として、県（ベトナム語：huyện / 縣）の下に市鎮（ベトナム語：thị trấn）と呼ばれる独立した町が、村（ベトナム語：xã / 社）と共に存在する。